# Vermiglio
Vermiglio là một đô thị ở tỉnh Trento ở vùng Trentino-Alto Adige/Südtirol của Ý, tọa lạc cách 40 km về phía tây bắc của Trento. Tại thời điểm ngày 31 tháng 12 năm 2004, đô thị này có dân số 1.884 người và diện tích là 103,7 km².
Đô thị Vermiglio có các frazioni (đơn vị trực thuộc, chủ yếu là các làng) Pizzano, Fraviano, Cortina, Borgonuovo, Stavel, Velon and Passo del Tonale.
Vermiglio giáp các đô thị: Peio, Ponte di Legno, Ossana, Pellizzano, Giustino, Spiazzo, Strembo và Carisolo.